# قرار مجلس الأمن التابع للأمم المتحدة رقم 1885
قرار مجلس الأمن التابع للأمم المتحدة رقم 1885 المتخذ بالإجماع في 15 سبتمبر 2009.

## القرار
وإذ يلاحظ مع القلق الأخطار التي تهدد الاستقرار دون الإقليمي، ولا سيما من جراء الاتجار بالمخدرات والجريمة المنظمة والأسلحة غير المشروعة، وإذ يكرر تأكيد استمرار الحاجة إلى دعم بعثة الأمم المتحدة في ليبريا لأمن المحكمة الخاصة لسيراليون، مدد مجلس الأمن ولاية البعثة حتى 30 سبتمبر 2010.
اتخذ المجلس بالإجماع القرار 1885 (2009)، وعمل بموجب الفصل السابع من ميثاق الأمم المتحدة، فأذن المجلس لبعثة الأمم المتحدة بمساعدة الحكومة الليبرية في الانتخابات الرئاسية والتشريعية العامة لعام 2011، وأيد توصية الأمين العام بإجراء انتخابات حرة ونزيهة، تشكل الانتخابات الخالية من النزاعات معيارًا أساسيًا لتقليص قوام البعثة في المستقبل.
وطلب المجلس من الأمين العام أن يضع خطة إستراتيجية متكاملة لتنسيق النشاط نحو تحقيق النقاط المرجعية، مع التأكيد على الحاجة إلى الاتساق والتكامل بين صنع السلام وحفظ السلام وبناء السلام والتنمية لتحقيق استجابة فعالة لحالات ما بعد الصراع.
وأيد المجلس كذلك توصية الأمين العام بتنفيذ المرحلة الثالثة من تقليص بعثة الأمم المتحدة في ليبريا، من تشرين الأول / أكتوبر 2009 إلى أيار / مايو 2010، وإعادة 029 2 من الأفراد العسكريين إلى الوطن، وترك القوام العسكري للبعثة عند 202 8 فرد - بما في ذلك 250 في المحكمة الخاصة لسيراليون - والحفاظ على عنصر الشرطة في قوته الحالية المأذون بها.
وإذ أكد من جديد عزمه على الإذن للأمين العام بنقل القوات، حسب الاقتضاء، بين بعثة الأمم المتحدة في ليبريا وعملية الأمم المتحدة في كوت ديفوار على أساس مؤقت، دعا المجلس البلدان المساهمة بقوات إلى دعم تلك الجهود.